# Verklista för Sergej Rachmaninov

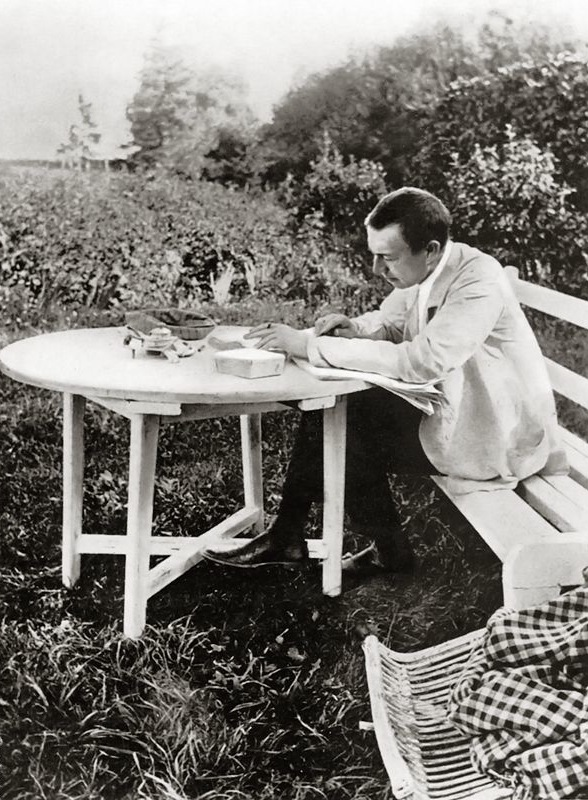
Rachmaninov på sitt sommarställe Ivanovka, korrekturläser sin pianokonsert nr.3 (1910).

Sergej Rachmaninovs verk spänner över många musikaliska former och genrer. Rachmaninov, som var född i Ryssland, studerade vid Moskvas konservatorium för Nikolaij Zverev och Anton Arenskij och under den tiden skrev han några av sina mest berömda verk, bland annat Preludium i ciss-moll (op. 3, nr 2) och sin första pianokonsert (op. 1). Hans symfoni nr. 1 (op. 13) var ett av de första verken som fri konstnär efter examen och därefter hans första motgång hos kritikerna. Det åtlöje det väckte gjorde honom deprimerad. Efter att ha gått i terapi skrev han sin andra pianokonsert (op. 18), som ännu idag är ett viktigt repertoarstycke. 1909 företog han sin första resa till USA och skrev den tredje pianokonserten (op. 30), som är känd för sin svåra kadens. Därefter, på grund av flytten från Ryssland 1917 och den intensiva konsertkarriären, minskade hans produktivitet och han skrev bara sex kompositioner. Hans sista verk, Symfoniska danser (op. 45) fullbordades 1940. 

## Orkesterverk
- Scherzo d-moll, 1888?
- Manfred, 1891 (försvunnen)
- Symfoni d-moll, 1891 (ofullbordad)
- Furst Rostislaf, 1891
- Två Don Juan-episoder, 1894 (försvunnen)
- Klippan (ryska:Утёс) op 7, 1893, orkesterfantasi
- Caprice Bohémien op 12, 1894, symfonisk dikt
- Symfoni nr 1 op 13, 1896
- Symfoni nr 2 op 27, 1908
- Dödens ö op 29, 1909, symfonisk dikt
- Symfoni nr 3 op 44, 1936
- Symfoniska danser op 45, 1940

### Verk för piano och orkester
- Pianokonsert c-moll, 1889 (påbörjad)
- Pianokonsert nr 1 op 1, 1891, tillägnad Alexander Siloti (reviderad 1917)
- Pianokonsert nr 2 op 18, 1901, tillägnad Nikolai Dahl
- Pianokonsert nr 3 op 30, 1909, tillägnad Josef Hoffman
- Pianokonsert nr 4 op 40, 1926
- Rapsodi på ett tema av Paganini op 43, 1934

## Pianoverk
- Etyd Fiss-dur, 1886?
- Lento d-moll, 1887?
- Fyra stycken, 1887 eller senare
- Tre nocturner, 1888
- Stycke (kanon) d-moll, 1891
- Preludium F-dur, 1891
- Morceaux de Fantaisie op 3, 1892, tillägnad Anton Arenskij
- Morceaux de Salon op 10, 1894
- Fyra Improvisationer, 1896, i samarbete med Arenskij, Glazunov och Tanejev
- Six Moments Musicaux op 16, 1896, tillägnad A. Zatajevitj
- Morceau de Fantaisie g-moll, 1889
- Fughetta F-dur, 1889
- Variationer på ett Tema av Chopin op 22, 1903
- Tio preludier op 23, 1903, tillägnade Alexander Siloti
- Pianosonat nr 1 op 28, 1908
- Tretton preludier op 32, 1910
- Études-Tableaux op 32, 1911
- Pianosonat nr 2 op 36, 1913 (reviderad 1931)
- Études-Tableaux op 39, 1916
- Tre stycken, 1917
- Variationer på ett tema av Corelli op 42, 1931

### Musik förfyrhändigt pianooch flera pianon
- Två stycken för sexhändigt piano, 1891
- Rysk rapsodi för två pianon, 1891
- Svit nr 1 op 5 för två pianon, 1893 Fantaisie-Tableaux, tillägnad Pjotr Tjajkovskij
- Svit nr 2 op 17 för två pianon,1901
- Romans G-dur för fyrhändigt piano, 1894?
- Six Morceaux op 11 för fyrhändigt piano, 1894
- Transkription av Franz Behrs Lachtäubchen, op 303, kallad Polka de W.R. (uppkallad efter Rachmaninovs far, Wasilij R.) eller Polka Italienne för fyrhändigt piano, 1906?

### Transkriptioner för piano (utan opusnummer)
- Transkription av Tjajkovskijs Manfred, symfoni i h-moll för fyrhändigt piano, 1886  (försvunnen)
- Transkription av Tjajkovskijs Törnrosa för fyrhändigt piano, 1891
- Transkription av Glazunovs Symfoni nr 6 för fyrhändigt piano, 1896
- Parafras över Bizets menuett ur L'Arlésienne-svit, 1900 (reviderad 1922)
- Transkription av Franz Behrs Lachtäubchen, op 303, kallad Polka de W.R. (uppkallad efter Rachmaninovs far, Wasilij R.) eller Polka Italienne för två händer, 1911
- Kadens till Liszts Ungersk rapsodi nr 2, 1919
- Parafras över Kreislers Liebesleid, 1921
- Parafras över Musorgskijs Gopak ur operan Marknaden i Sorotjinsk, 1924
- Parafras över Schuberts Wohin? (D795/2), 1925
- Parafras över Kreislers Liebesfreud, 1925
- Parafras över Nikolaj Rimskij-Korsakovs Humlans flykt, 1929
- Parafras över Mendelssohns Ouvertyr till En midsommarnattsdröm Scherzo, 1933
- Parafras över satser av Bach från Partita nr 3 i E-dur för soloviolin (BWV 1006), 1934
- Parafras över Tjajkovskijs Vaggvisa op 16 nr 1, 1941

## Kammarmusik
- Romans a-moll för violin och piano, 1880?
- Två stycken (Romans och Danse hongroise) op 6, för violin och piano, 1893
- Lied för cello och piano, 1890
- Två stycken (Preludium och Danse orientale) op 2 för cello och piano, 1892
- Cellosonat op 19 för cello och piano, 1901, tillägnad A. Brandukov
- Trio élégiaque nr 1 för violin, cello, och piano, 1892
- Trio élégiaque nr 2 op 9 för violin, cello och piano, 1893 (reviderad 1906) till minne av P. Tjajkovskij
- Mélodie på ett tema av Rachmaninov för violin, cello och piano, 1890?
- Stråkkvartett nr 1, 1890?
- Stråkkvartett nr 2, 1896?

## Operor
- Esmeralda, 1888 (planerad)
- Aleko, libretto av Vladimir Nemirovitj-Dantjenko, efter Aleksandr Pusjkin, 1892
- Den girige riddaren op 24 (Pusjkin), 1904
- Francesca da Rimini op 25 (Dante Alighieri), 1905
- Salammbô, 1906 (planerad)
- Monna Vanna, 1908 (ofullbordad)

## Vokalmusik

### Kör
- Deus Meus för sexstämmig blandad kör, 1890?
- Oh Gudsmoder evigt bedjande för blandad kör, 1893
- Chorus of Spirits för blandad kör, 1894?
- Song of the Nightingale för fyrstämmig blandad kör och piano, 1894?
- Sex körer för damkör eller barnkör op 15, 1895
- Pantelej, helaren för blandad kör, 1899
- Vesna (Vår) kantat op 20 för barytonsolo, kör och orkester, 1902
- Johannes Chrysostomos liturgi op 31 för kör, 1910
- Kyrkklockorna op 35 för sångsolister, kör och orkester, 1913
- Vespermässa op 37 för kör, 1915
- Tre ryska sånger op 41 för kör och orkester, 1927

### Verk för sång och piano
- Again you are Bestirred, my Heart, 1890 eller 1893
- At the Gates of the Holy Cloister, 1890
- Two Boris monologues, 1891?
- C'etait en Avril, 1891
- Dusk was Falling, 1891
- Sex sånger op 4, 1890-1893,
- Song of the Disenchanted, 1893?
- Do you Remember the Evening? , 1893?
- The Flower Died, 1893
- Sex sånger op 8, 1893
- Tolv sånger op 14, 1896
- Were you Hicupping? , 1899
- Natt, 1900
- Tolv sånger op 21, 1902
- Femton sånger op 26, 1906 1. Lev Tolstoj, 2, 11. Fjodor Tiuttjev, 3. Anton Tjechov, 4, 14. Aleksej Koltsov, 5. Arsenij Golenisjtjev-Kutuzov, 6, 8. Dmitrij Merezjkovskij 7. Aleksej Chomjakov, 9. Taras Sjevtjenko, översatt av Ivan Bunin, 10. "G.Galina" (Glafira Eynerling), 12. Ivan Bunin, 13. Jakov Polonskij, 15. Daniil Rathaus
- Brev till Stanislavskij, 1908
- Fjorton sånger op 34, 1912
- Ur Johannesevangeliet, 1915
- Bön, 1916
- All Things Wish to Sing, 1916
- Sex sånger op 38, 1916